# Luis Tapia (bokser)
Luis Tapia – portorykański bokser, złoty medalista Igrzysk Ameryki Środkowej i Karaibów w Meksyku z roku 1954.

## Kariera
W 1954 roku Tapia zajął pierwsze miejsce w kategorii ciężkiej na Igrzyskach Ameryki Środkowej i Karaibów, które rozgrywane były w Meksyku. W walce o złoty medal pokonał na punkty reprezentanta Meksyku Alfredo Zuany.